# Nikolay Mescharyakov
Nikolay Kuzmich Mescharyakov (en russe : Николай Кузьмич Мещеряков), né le 7 janvier 1935 à Tokarevka (oblast de Tambov) et mort le 8 mai 2011, est un biathlète soviétique. 

## Biographie
Aux Championnats du monde 1963, il obtient les plus grands succès de sa carrière, terminant quatrième de l'individuel, aidant avec Vladimir Melanin et Valentin Pschenitsyn à faire gagner l'Union soviétique au classement par équipes.
Il court aussi aux Championnats du monde 1966, où il se classe quatrième du relais.
Au niveau national, il remporte deux titres, l'individuel en 1962 et le relais en 1966.

## Palmarès

### Championnats du monde
- Mondiaux 1963 à Seefeld :
  -  Médaille d'or par équipes.